# Benedenrivieren
De directie Benedenrivieren van de Rijkswaterstaat was van 1 mei 1933 tot 1 januari 1989 de dienst, die belast was met het rivierbeheer van de grote rivieren Merwede, Lek, Nieuwe Maas, Nieuwe Waterweg, Noord, Bergsche Maas en het Hollandsch Diep. In de tweede helft van de 19e eeuw ontstond binnen de Rijkswaterstaat behoefte aan een specialistische organisatie op het gebied van het rivierbeheer (zie rivierendirecties). Begin 20e eeuw bestond er aanvankelijk een directie Groote Rivieren. In 1933 werd deze directie gesplitst in een directie Bovenrivieren en een directie Benedenrivieren. Het beheer van de rivier de Maas (tot aan het Gelderse Well) is steeds in handen geweest van RWS Limburg. 
Van 1 april 1956 tot 1 augustus 1969 was de directie Benedenrivieren een onderdeel van de Deltadienst. Op 1 januari 1989 is de directie Benedenrivieren gefuseerd met de directie Zuid-Holland, zie aldaar verder.